# Pinares – Las Delicias
Pinares – Las Delicias ist ein Stadtviertel (Barrio) der Stadt Maldonado in Uruguay.

## Geographie
Es befindet sich auf dem Gebiet des Departamento Maldonado in dessen Sektor 1. Pinares – Las Delicias liegt, westlich an den Stadtkern von Maldonado anschließend und östlich von Punta Ballena, an der Küste des Río de la Plata. 

## Infrastruktur
Durch die Stadt verläuft die Ruta 10.

## Einwohner
Pinares – Las Delicias hatte bei der Volkszählung 2011 9.819 Einwohner, davon 4.762 männliche und 5.057 weibliche.
| Jahr | Einwohner |
| ---- | --------- |
| 1963 | –         |
| 1975 | –         |
| 1985 | 4.646     |
| 1996 | 6.989     |
| 2004 | 8.524     |
| 2011 | 9.819     |

Quelle: Instituto Nacional de Estadística de Uruguay